# Lagman (Isle of Man)

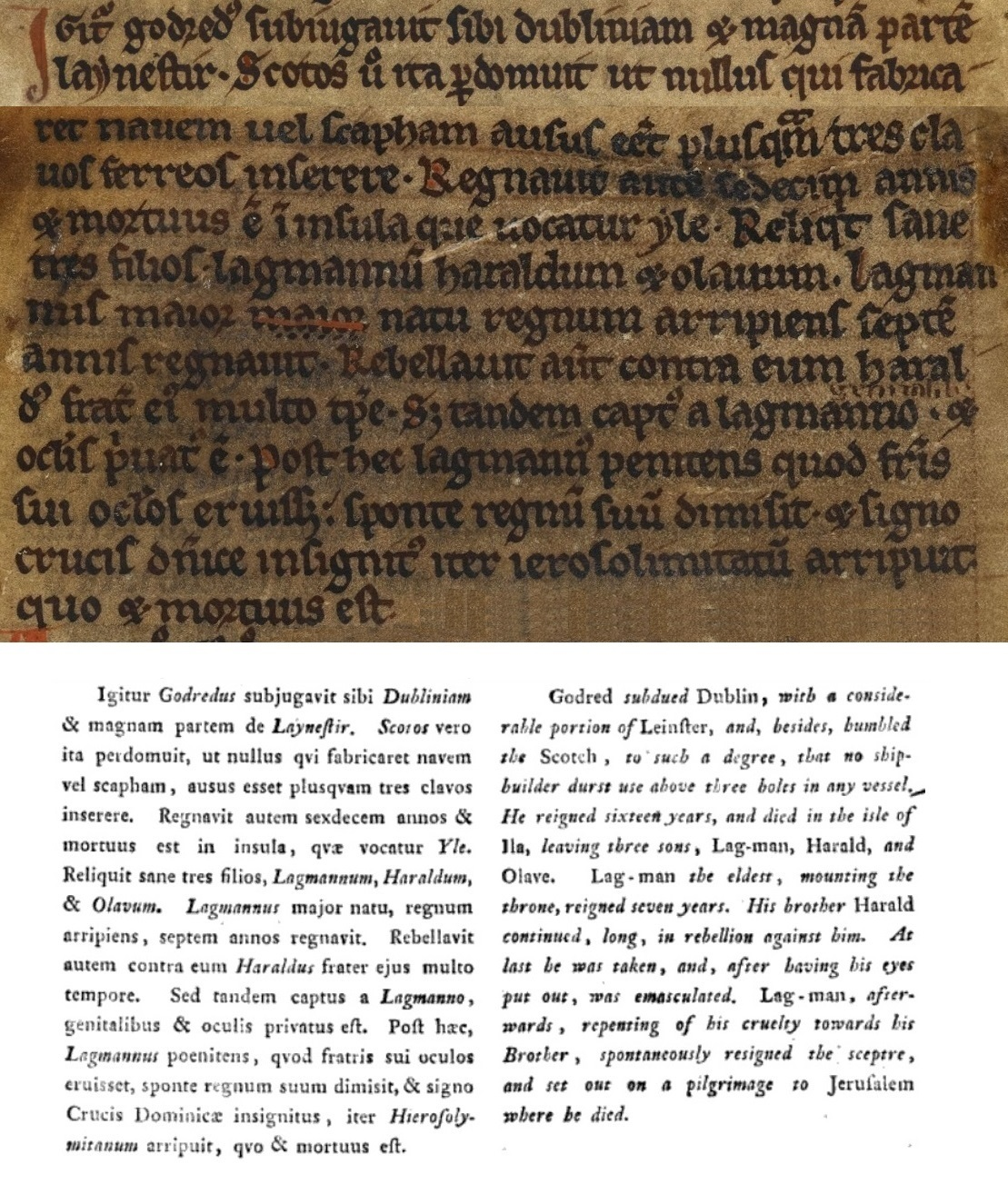
Lagmannus in der Cronica regum Mannie et insularum (1260er Jahre) mit Transkription und englischer Übersetzung (1786)

Lagman (auch Lagman Godfreyson, Lagman Godredsson oder Lǫgmaðr Guðrøðarson) († vor 1111) war ein König der Isle of Man. Von seinem Leben und über seine Herrschaft gibt es nur wenige Quellen, so dass von ihm nur aus späteren Chroniken etwas bekannt ist. Deren Angaben sind teils widersprüchlich, so dass er zu den unbekanntesten Königen der Dynastie der Godfreysons gehört.

## Herkunft und Übernahme der Herrschaft
Lagman war der älteste von drei Söhnen von Gottfried Crovan, der um 1079 die Isle of Man und die angrenzenden westschottischen Inseln erobert hatte. Nach einer in den 1120er Jahren verfassten isländischen Chronik soll Lagman in den 1090er Jahren, also noch zu Lebzeiten seines Vaters, die Herrschaft über einen Teil von dessen Reich übernommen haben. Hierzu gehörten vermutlich die nördlichen Inseln vor der Westküste Schottlands. Nach dem Tod seines Vaters 1095 trat er dessen Nachfolge an. Unklar ist dabei, ob er auch die Herrschaft auf der Isle of Man übernahm oder nur die Herrschaft auf den Inseln hatte, die er bereits zuvor im Namen seines Vaters verwaltet hatte. Sein jüngerer Bruder Harald erhob ebenfalls Ansprüche auf das Reich seines Vaters. Lagman konnte ihn aber gefangen nehmen. Er ließ ihn blenden und entmannen, Harald starb vermutlich an den Folgen dieser Verstümmelungen. Der jüngste Bruder, Olaf, wuchs am englischen Königshof auf.

## Gefangennahme durch den norwegischen König und Aufbruch zum Kreuzzug
1098 führte der norwegische König Magnus Barfuß eine Flotte zu den westschottischen Inseln. Er nahm Lagman vermutlich auf oder nahe der Isle of Skye gefangen. Der König führte ihn als Gefangenen mit sich, ehe er ihn wieder frei ließ. Wie lange Lagman in Gefangenschaft war, ist völlig unklar. König Magnus übernahm die Herrschaft auf der Isle of Man und führte Überfälle nach Irland, wo er schließlich 1103 im Kampf getötet wurde. Lagman konnte offenbar wieder die Herrschaft über zumindest einen Teil der westschottischen Inseln übernehmen. Er soll inzwischen den Tod seines Bruders Harald bedauert haben und trat zur Sühne eine Pilgerfahrt nach Jerusalem an, während der er starb. Nach älteren Angaben soll er diese Reise 1096 begonnen haben und im Verlauf der Reise gestorben sein. Deshalb wurde vermutet, dass Lagman ein Teilnehmer des Ersten Kreuzzugs war, zu dessen Führern Herzog Robert von der Normandie gehörte. Herzog Robert, ein Bruder des englischen Königs, brach im September 1096 ins Heilige Land auf. Zu seinem Heer sollen auch Ritter aus England und Krieger aus Schottland gehört haben. Wenn Lagman diesem Heer angehört hatte, wäre es fast unmöglich gewesen, dass er 1098 nahe der Insel Skye vom norwegischen König gefangen genommen wurde. Wahrscheinlicher ist deshalb, dass Lagman sich dem Heer von König Sigurd von Norwegen anschloss, einem Sohn von König Magnus. Dieser brach im Herbst 1107 ins Heilige Land auf und überwinterte von 1107 bis 1108 in England, wobei die Kontakte von Lagman zu seinem Bruder Olaf und damit zum englischen Königshof sicherlich hilfreich gewesen sein könnten. König Sigurd kehrte im Sommer 1111 nach Skandinavien zurück. Wenn Lagman an diesem Kreuzzug teilgenommen hatte und unterwegs gestorben war, erreichte die Nachricht von seinem Tod nach Sommer 1111 Westschottland. Die Adligen der Isle of Man sollen eine Gesandtschaft zu Muirchertach Ua Briain, dem irischen König von Munster geschickt haben. Muirchertach sollte einen Regenten benennen, der bis zur Volljährigkeit von Lagmans Bruder Olaf die Herrschaft übernehmen sollte. Muirchertach soll einen Donald, Son of Tade, gesandt haben, der drei Jahre lang tyrannisch auf der Isle of Man herrschte. Dann soll er von lokalen Adligen vertrieben worden sein. Vermutlich um 1113 konnte dann Olaf die Herrschaft auf der Isle of Man und den westschottischen Inseln übernehmen.